# میانگین زمان بین خرابی
میانگین زمان بین خرابی‌ها (به انگلیسی: Mean time between failures) (به اختصار MTBF) مدت زمانی است که انتظار می‌رود یک سیستم در حال کار دوباره خراب شود. MTBF را می‌توان از میانگین زمانهای بین خرابی‌های سیستم حساب کرد. MTBF بخشی از مدلی است که فرض می‌کند سیستم از کار افتاده را می‌توان بی‌درنگ راه‌اندازی کرد.

## محاسبه
MTBF از مجموع زمانهایی که سیستم در حال کار کردن است تقسیم بر تعداد خرابی‌های دیده شده به دست می‌آید. اگر Down time زمان آغاز خرابی و Up Time زمان آغاز فعالیت سیستم باشد خواهیم داشت:
{\displaystyle {\text{Mean time between failures}}={\text{MTBF}}={\frac {\sum {({\text{start of uptime(2)}}-{\text{start of downtime(1)}})}}{\text{number of failures}}}\!}